# Kokin wakashū
 (juin 2007).
Si vous disposez d'ouvrages ou d'articles de référence ou si vous connaissez des sites web de qualité traitant du thème abordé ici, merci de compléter l'article en donnant les références utiles à sa vérifiabilité et en les liant à la section « Notes et références ».
Le Kokin wakashū (古今和歌集) ou Kokinshū (古今集) est un recueil de waka dont la création a été ordonnée par l’empereur Daigo en 905 pour marquer l'importance de la littérature japonaise. Son ou ses compilateur(s) sont inconnus mais ceux qui sont le plus présents dans le recueil sont : Ki no Tsurayuki, Ki no Tomonori, Ōshikōshi no Mitsune et Mibu no Tadamine.
Cette œuvre est composée de 1 111 wakas, en vingt livres, représentant un siècle et demi de création poétique. Le Kokin wakashū est considéré comme une référence importante de la poésie japonaise.

## Contenu
La première moitié est anonyme. Vient ensuite la génération des six génies de la poésie (rokkasen) : Ōtomo Kuronushi, Ono no Komachi, Ariwara no Narihira, Kisen Hōshi, Sōjō Henjō, Funya no Yasuhide.
Les thèmes sont les saisons, la séparation, le voyage, l'amour, les condoléances…
Préfaces importantes : une écrite en chinois (kanbun) par Ki no Yoshimochi et, pour la première fois, une en japonais, écrite par Ki no Tsurayuki.
Ces wakas se veulent être un moyen d'expression naturel capable de toucher tous les cœurs de tous les mondes : « La poésie du Yamato a pour racine le cœur humain, et pour feuilles des milliers de mots. »